# 谷物圈早餐麦片

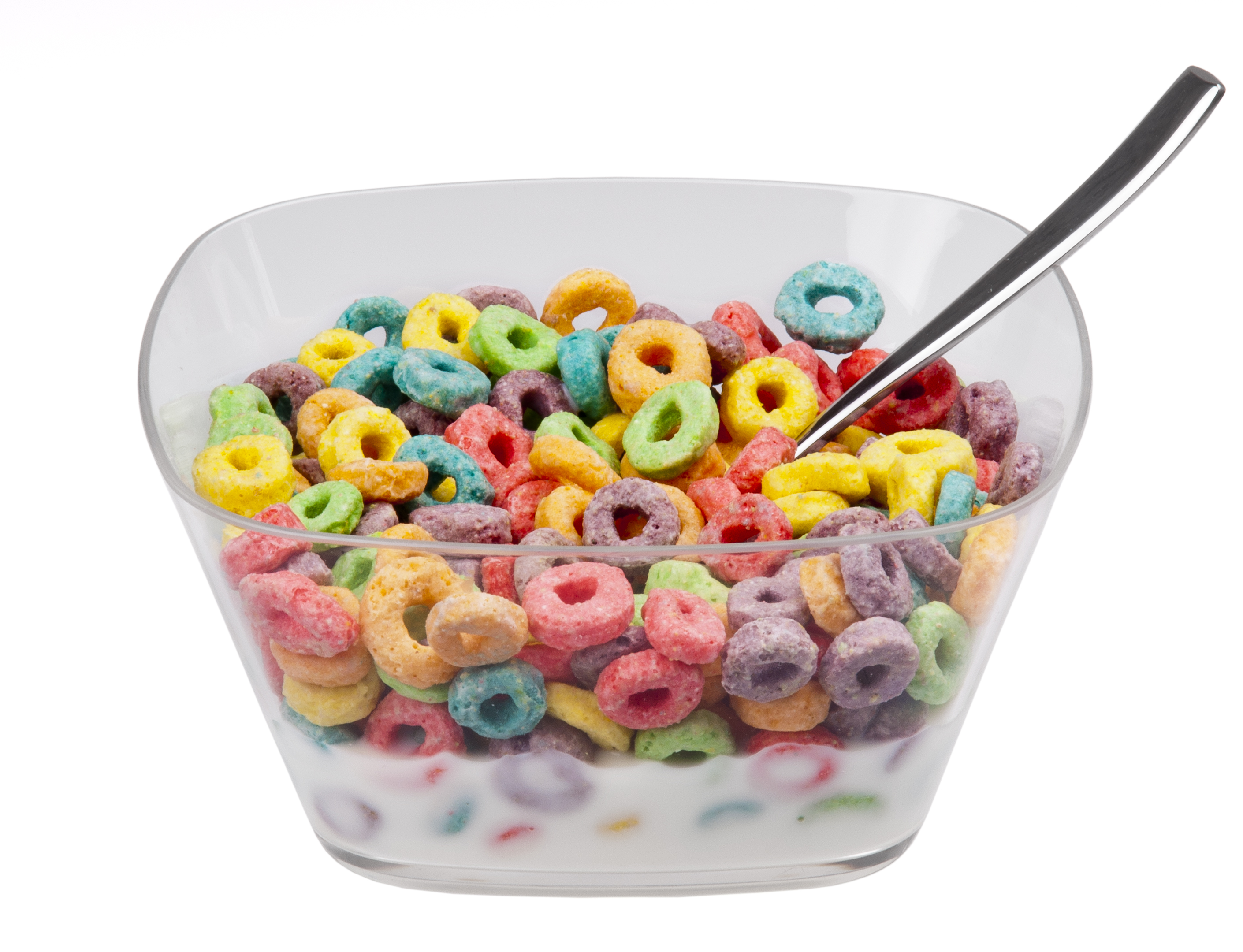
一碗五顏六色的谷物圈早餐麦片

家乐氏谷物圈早餐麦片（英文：Froot Loops），是一款由家乐氏公司生产的香甜水果味早餐麦片，在多国销售。该麦片外观为环形，擁有粉紅色、橘黃色、亮黃色、淡綠色、青藍色和紫色這六種鲜亮的颜色并俱有水果的香氣，雖然在其成份中并無真正的水果。
家乐士公司于1962年九月推出家乐氏谷物圈早餐麦片，最初的美國版麦片只有粉红色、橘黃色和亮黄色，但1990年代為了增加色彩而又添加了淡绿色、青蓝色和紫色。該谷物圈在各国的生产方法不大相同，比如英国的谷物圈只有紫色、淡绿色和橘黃色，因为美國版的亮黄色、粉红色和青蓝色的染色剂都不是天然的，所以被英國的法律禁止銷售。虽然市场将每种不同颜色的谷物圈作为不同口味独立销售，但家乐氏公司認為每种颜色的谷物圈都是混合口味，要全部攪拌在一起才會好吃。

## 吉祥物
大嘴鸟山姆从谷物圈早餐麦片上市以来便作为其吉祥物。山姆是一只拟人化了的大嘴鸟，它的喙的三种颜色正对应了最初谷物圈的三种颜色.它被描绘成具有从很远的距离便能嗅到谷物圈的香味，并且能够无一例外地找出藏起来的一碗谷物圈，同时唱到“跟着我的鼻子！找到散发出的香甜水果味”或是“跟着我的鼻子！它总是知道谷物圈的位置”。

## 不同品种
家乐氏创造力多种科学食品，包括零食包“Ums”该零食包与谷物圈相似，不过更加大一些。它们的广告语是“超级尺寸天然水果口味的大快朵颐！”或是“不断涌现的好味道！” 谷物圈的品牌推广也被应用于“谷物圈吧”。
2012年，家乐氏在英国市场限期推出了只有二代谷物圈颜色（橙、绿、紫）的谷物圈早餐麦片。该限量版的麦片的配方也与美国生产的不同，家乐氏公司表明是由于欧洲法规的规定，无法用相同的配方在欧洲生产。配方的不同之处包含了含糖量、含盐量，另外英国所生产的谷物圈所使用的是天然食品添加剂，这也使得英美两国的产品口味有所不同。英国谷物圈在体积上也较之美国版本的更大一些，而其生产配方的不同也使得英国版的麦片口感更加粗糙一些。2012年九月，家乐氏公司因英国市场对该麦片的需求量不高而将该产品撤出了英国市场.不过，在2013年期间,谷物圈还是有在英国销售，即使与美国版本的麦片有所区别。

## 谷物彩色麦球
2015年2月，一款谷物圈的衍生产品谷物彩色麦球上市，暂时性的替代了原产品。

## 颜色
- 红色（草莓）
- 橙色（橙）
- 黄色（柠檬）
- 綠色（青檸）
- 蓝色（藍莓）
- 紫色（葡萄）